# Saint-Sulpice-des-Rivoires
Saint-Sulpice-des-Rivoires település Franciaországban, Isère megyében. Lakosainak száma 427 fő (2022. január 1.). Saint-Sulpice-des-Rivoires Bilieu, Massieu, Montferrat, Saint-Geoire-en-Valdaine és Velanne községekkel határos.

## Népesség
A település népessége az elmúlt években az alábbi módon változott:
| Lakosok száma | 217  | 256  | 343  | 411  | 442  | 435  | 430  | 431  | 431  | 427  |
|               | 1968 | 1982 | 1990 | 2006 | 2013 | 2015 | 2017 | 2019 | 2020 | 2022 |